# Кочетовское сельское поселение (Воронежская область)
Кочетовское сельское поселение — муниципальное образование в Хохольском районе Воронежской области.
Административный центр — село Кочетовка.

## Административное деление
В состав поселения входят четыре населённых пункта:
- село Кочетовка
- село Еманча 2-я
- хутор Парничный
- хутор Перерывный